# كارلوس ديوغو
كارلوس ديوغو (بالإسبانية: Carlos Diogo)، من مواليد 18 يوليو 1983 في مونتيفيديو في أوروغواي، لاعب كرة قدم أوروجوياني يلعب حاليا لريال سرقسطة الإسباني منذ 2014 قادمآ من جينت البلجيكي .
بدأ مسيرته الكروية مع نادي بينارول في موسم 2003/2004، ولعب معهم 40 مباراة وسجل 4 أهداف، وفي موسم 2004/2005 انتقل إلى نادي ريفر بليت الأرجنتيني، ولعب معهم 34 مباراة وسجل 4 أهداف، وفي موسم 2005/2006 لعب مع نادي ريال مدريد الإسباني، وأعير في موسم 2006/2007 إلى نادي ريال سرقسطة الإسباني.
و قد بدأ باللعب مع منتخب أوروغواي لكرة القدم في عام 2001.

## مسيرته الكروية
لعب كارلوس ديوغو خلال مسيرته الاحترافية مع 9 أندية في ستة عشر موسمًا وسجل خلالها 15 هدفًا ضمن 270 مباراة. ولم يفز بأي موسم بالكأس أو بالدوري.
خاض كارلوس ديوغو مسيرته مع نادي ريفر بليت في موسم 2000 ليلعب معه أربعة مواسم، مشاركًا في 74 مباراة سجل خلالها 3 أهداف. ثم انتقل إلى نادي بنيارول ما بين عامي 2004 و2005 لمدة موسم واحد، حيث شارك في 16 مباراة ولم يسجل أي هدف. لينتقل بعدها إلى نادي ريفر بليت في موسم 2004–05 لمدة موسم واحد، مشاركًا في 11 مباراة سجل خلالها هدفًا واحدًا. ثم انتقل إلى نادي ريال مدريد في موسم 2005–06 لمدة موسم واحد، مشاركًا في 13 مباراة ولم يسجل أي هدف. هذا وانتقل لاحقًا إلى نادي ريال سرقسطة في موسم 2006–07 في المرة الأولى لمدة موسم واحد ثم في موسم 2009–10 واستمر معه طيلة ثلاثة مواسم ثم في موسم 2014–15 لمدة موسم واحد، مشاركًا طوالها في 116 مباراة سجل خلالها 6 أهداف. ثم انتقل بعدها إلى Deportivo Aragón ‏ في موسم 2008–09 لمدة موسم واحد، لم يشارك في أي مباراة ولم يسجل أي هدف. ليعود وينتقل من جديد، لكن هذه المرة إلى نادي سسكا صوفيا في موسم 2011–12 لمدة موسم واحد، لم يشارك في أي مباراة ولم يسجل أي هدف أيضًا. لينتقل بعدها إلى نادي هويسكا في موسم 2012–13 لمدة موسم واحد، مشاركًا في 27 مباراة سجل خلالها 3 أهداف. ثم لعب في نادي غينت في موسم 2013–14 لمدة موسم واحد، مشاركًا في 13 مباراة سجل خلالها هدفين.

## روابط خارجية
- كارلوس ديوغو على موقع الاتحاد الدولي (مؤرشف)  (الإنجليزية)
- كارلوس ديوغو على موقع قاعدة بيانات كرة القدم.إي يو (الإنجليزية)
- كارلوس ديوغو على موقع ناشيونال فوتبول تيمز (الإنجليزية)
- كارلوس ديوغو على موقع Soccerway.com (الإنجليزية)
- كارلوس ديوغو على موقع عالم كرة القدم.نت (الإنجليزية)
- كارلوس ديوغو على موقع AS.com (الإسبانية)